# Емельянов, Сергей Иванович
Сергей Иванович Емельянов (род. 14 декабря 1952 года) — советский и российский учёный-хирург, член-корреспондент РАН (2022).

## Биография
Родился 14 декабря 1952 года в Москве.
В 1976 году — окончил лечебный факультет Московского медицинского стоматологического института, там же проходил курс учёбы в ординатуре и в дальнейшем работает.
В 1983 году — стал ассистентом кафедры общей хирургии лечебного факультета ММСИ, возглавляемой проф. А. К. Георгадзе, где разрабатывая проблему использования регуляторных пептидов в неотложной хирургии, и защитил кандидатскую диссертацию.
С 1987 года — работал под руководством проф. В. А. Пенина на кафедре общей хирургии стоматологического факультета ММСИ, где в 1991 году защитил докторскую диссертацию по проблеме лечения деструктивного панкреатита.
С 1992 года — заведующий кафедрой общей хирургии.
С 2008 года — заведующий кафедрой эндоскопической хирургии МГМСУ имени А. И. Евдокимова.
В 2022 году — избран членом-корреспондентом РАН от Отделения медицинских наук.

## Научная деятельность
Специалист в области абдоминальной хирургии.
Он и возглавляемый им коллектив занимается разработкой и внедрением в практику эндохирургических операций.
Автор и соавтор более 330 научных работ, в том числе 26 монографий и учебных пособий, 27 авторских свидетельств и патентов Российской Федерации.
В 1995 году был избран президентом Российской ассоциации эндоскопической хирургии.
Главный редактор созданного им в 1995 году журнала «Эндоскопическая хирургия», член правления Московского хирургического общества, Общества хирургов России, член Европейской ассоциации эндоскопических хирургов (EAES).
Под его руководством защищено 25 докторских и 29 кандидатских диссертаций.

## Награды
- Заслуженный врач Российской Федерации (2000)[1]